# Rusly Cachina Esapa
Rusly Cachina Esapa (Malabo) es una activista por los derechos transgénero ecuatoguineana afincada en España.

## Vida y carrera
En 2016 fue cofundadora de la ONG feminista y por los derechos LGBT Somos Parte del Mundo. Desde su fundación se ha desempeñado como asesora psicológica de la ONG, enfocando su activismo en la realización de charlas y enfatizando la situación de brutal opresión en la que se encuentran las personas trans de Guinea Ecuatorial, en especial las mujeres trans, que, según afirma Rusly, se ven obligadas a recurrir a la prostitución para subsistir, sufriendo además violencia y contrayendo enfermedades de transmisión sexual.
En 2022 se exilió de su país y emigró a España, huyendo de una situación en la que las mujeres trans eran asesinadas de forma diaria, tanto a causa de palizas como de envenenamiento, y tras su emigración a España mantuvo su labor de activismo. En diciembre de 2023 intervino en las primeras jornadas sobre los derechos de las personas LGBT migrantes en España organizada por el CEAR (Comisión Española de Ayuda al Refugiado).
El 21 de marzo de 2024 participó en un conservatorio acerca de la transexualidad, que tuvo lugar en el salón de actos del Ministerio de Cultura de España, y que contó también con la participación de los activistas Yun Ping, Biel Navarro, Andre Zuloeta y Nayare Soledad Otorongx. Ese mismo año tomó parte en un debate acerca de la inmigración en España como parte del pódcast Sabor a Queer, moderado por David Velduque y que también contó con la intervención de Curro Peña y Quinndy Akeju.

## Vida personal
Rusly tiene un hermano gemelo, quien es un hombre trans.